# Yanji Chaoyangchuan Airport
Yanji Chaoyangchuan Airport är en flygplats i Kina. Den ligger i provinsen Jilin, i den nordöstra delen av landet, omkring 360 kilometer öster om provinshuvudstaden Changchun.
Runt Yanji Chaoyangchuan Airport är det ganska tätbefolkat, med 67 invånare per kvadratkilometer. Närmaste större samhälle är Yanji, 5,4 km nordost om Yanji Chaoyangchuan Airport. Trakten runt Yanji Chaoyangchuan Airport består i huvudsak av gräsmarker.
Genomsnittlig årsnederbörd är 967 millimeter. Den regnigaste månaden är juli, med i genomsnitt 216 mm nederbörd, och den torraste är januari, med 9 mm nederbörd.